# Senhora do Mar
Senhora do Mar é uma telenovela portuguesa produzida pela SP Televisão que foi exibida pela SIC de 5 de fevereiro de 2024 a 18 de abril de 2025, substituindo Flor sem Tempo e sendo substituída por A Herança. É a "35.ª novela" do canal.
Escrita por João Matos e Raquel Palermo a partir de uma ideia original da SIC, tem a colaboração de Ana Leiria Martins, Joana Ligeiro Oliveira, Patrícia Castanheira e Sofia Bairrão como guionistas, a direção de Manuel Amaro da Costa, a direção de atores de Inês Rosado, Joaquim Horta e Sílvia Filipe, a direção de produção de Bruno Oliveira e a realização de Bruno M. Oliveira, Hugo Xavier, Manuel Amaro da Costa e Telma Meira.
Conta com as atuações de Sofia Ribeiro, Afonso Pimentel, Júlia Palha, João Jesus, João Reis, Vera Kolodzig, Ana Marta Ferreira, Pedro Hossi e Ana Varela nos papéis principais.

## Sinopse
| Partes | Partes | Episódios | Episódios | Originalmente exibido  | Originalmente exibido |
| Partes | Partes | Episódios | Episódios | Estreia da temporada   | Final da temporada    |
| ------ | ------ | --------- | --------- | ---------------------- | --------------------- |
|        | 1      | 100       | 100       | 4 de fevereiro de 2024 | 21 de junho de 2024   |
|        | 2      | 212       | 212       | 24 de junho de 2024    | 18 de abril de 2025   |

### Primeira parte (2024)
Joana Pedrosa, é uma mulher que chega a nado a uma praia na Ilha Terceira, a lutar pela vida. Acabou de fazer 36 anos, uns dias antes, e de descobrir que está grávida. A notícia seria de grande felicidade para uma mulher que queria muito ser mãe, mas há um problema: Alexandre, o marido, ainda não sabe da gravidez e Joana teme que ele não a aceite. Ele é controlador e, por vezes, violento. Quando fica a saber da gravidez, durante o jantar de aniversário de Joana, reage mal e ameaça Joana para abortar quando estão no carro a caminho de casa, apontando-lhe uma arma. Confrontada com esta situação, Joana decide fugir de Alexandre e, em desespero, entra num veleiro que está na Doca de Belém. Fica escondida e acaba por adormecer, acordando já em mar aberto. O veleiro em que entrou ruma aos Açores e os seus donos não são de confiança. Joana percebe que estão metidos em algum negócio ilícito e que pode ter fugido de uma ameaça para cair noutra.
Na vila de São Mateus, ali mesmo ao lado, é tempo de introspeção e romaria. Mas a peregrinação é subitamente interrompida. Desapareceu uma criança. O ambiente é de consternação. Os populares reúnem-se para a procurar. Teme-se que tenha caído ao mar. Quando tudo parece ter acabado em desgraça, Joana surge com a criança ao colo, em plena vila, ao som dos sinos da Igreja. O menino estava na praia e acordou Joana, que estava sem sentidos. Para a população, em especial para a mãe da criança, deu-se um milagre.
Nasce o culto à Senhora do Mar que vai proteger Joana, mas também se vai transformar num peso, ao longo do tempo. Joana está fragilizada e conhece Manuel Bettencourt, herdeiro de uma grande fortuna que se afastou dos negócios para não entrar em conflito com Artur, o irmão mais velho e o líder do Grupo Bettencourt, cuja ambição de multiplicar o seu património não tem limites. À medida que o tempo passa, apaixonam-se após Manuel oferecer apoio a Joana e a discrição de não contar a ninguém sobre o seu passado. Joana passa a usar a identidade falsa de Natália Rodrigues com a sua ajuda, embora vá contra os princípios de Manuel. Mas as coisas vão complicar-se pois se Artur, manipulado pelo seu braço direito nos negócios e melhor amigo Alberto, achar que seja útil ameaçar Joana e revelar a sua localização a Alex para pressionar Manuel e obrigá-lo a concordar com os seus negócios, ele não vai hesitar.
Ao mesmo tempo, também nasce uma outra história de amor. Maria Silva Castro conhece Pedro Bettencourt quando salta o muro do hotel da família dele para ir mergulhar na piscina dos hóspedes. Algum tempo depois reencontram-se na ilha. São de mundos diferentes, têm feitios diferentes, chocam em quase tudo… mas gostam muito um do outro. Mas Pedro é filho de Artur, o homem que obrigou os pais de Maria a entrar numa avioneta e a enfrentar uma tempestade para o servirem num evento. Morreram na queda do avião. O avô de Maria, Abel, criou-a. Tem um ódio de morte aos Bettencourt e nunca aceitará a relação de Pedro e Maria. Nem Artur quererá ver o filho envolvido com a neta de Abel. A dificuldade já seria suficiente, mas tanto Maria como Pedro têm à sua volta pessoas que estão apaixonadas por eles e que estão dispostos a garantir que o casal nunca ficará junto, a qualquer custo.
Conseguirão Maria e Pedro superar todos os obstáculos que têm pela frente? E Joana, que chegou a um porto de abrigo e acredita que pode ter o bebé em segurança e ter uma segunda oportunidade de ser feliz, estará realmente livre de perigo?

### Segunda parte (2024-2025)
Após Alex deixar Manuel inconsciente e atirá-lo da ribaceira abaixo, tenta não deixar pistas e sai do local. O ambiente é de consternação. Todos pensam que Manuel desapareceu. Para Natália, só lhe resta descobrir o que aconteceu a Manuel, enquanto tem que lidar com as consequências de ter de assumir para toda a gente a sua verdadeira identidade como Joana ao mesmo tempo que está grávida pela segunda vez. O que Alex não espera, é que Joana terá o apoio e a proteção da ilha e não deixarão que lhe façam mal.
Terá Manuel realmente desaparecido? Terá morrido ou será que sobreviveu? E Alex, escapará impune por aquilo que fez?

## Elenco
Lista de indicador(es)

- Y indica uma versão mais jovem do personagem.

### Elenco principal
| Ator/Atriz                       | Personagem                                                                                 | Parte        | Parte           |
| Ator/Atriz                       | Personagem                                                                                 | 1 (2024)     | 2 (2024 - 2025) |
| -------------------------------- | ------------------------------------------------------------------------------------------ | ------------ | --------------- |
| Sofia Ribeiro                    | Joana Gonçalves Pedrosa / Natália Rodrigues (nome falso) / Senhora do Mar (título mariano) | Principal    | Principal       |
| Afonso PimentelManuel NabaisY    | Manuel Bettencourt / Leo (nome falso)                                                      | Principal    | Participação    |
| Júlia Palha                      | Maria Silva Castro                                                                         | Principal    | Principal       |
| Júlia Palha                      | Rosa Silva                                                                                 | Participação | Does not appear |
| João JesusTBAY                   | Pedro Lobo Bettencourt                                                                     | Principal    | Principal       |
| João ReisJoão ManeiraY           | Artur Bettencourt                                                                          | Principal    | Principal       |
| Vera Kolodzig                    | Paula Soares                                                                               | Principal    | Principal       |
| Ana Marta FerreiraLeonor RaçõesY | Susana Cordeiro                                                                            | Principal    | Principal       |
| Pedro Hossi                      | Alexandre «Alex» Borges                                                                    | Principal    | Principal       |
| Ana VarelaCarolina LobatoY       | Teresa Vilar / Cleo (nome falso)                                                           | Principal    | Principal       |

### Elenco regular
| Ator/Atriz                                | Personagem                      | Parte      | Parte           |
| Ator/Atriz                                | Personagem                      | 1 (2024)   | 2 (2024 - 2025) |
| ----------------------------------------- | ------------------------------- | ---------- | --------------- |
| Albano Jerónimo                           | Padre Filipe Pinheiro           | Recorrente | Recorrente      |
| Cláudia Vieira                            | Francisca Medeiros Bettencourt  | Recorrente | Recorrente      |
| Maria João PinhoTBAY                      | Leonor Pires                    | Recorrente | Recorrente      |
| Marcantonio Del CarloFrancisco FernandezY | Alberto Melo                    | Recorrente | Recorrente      |
| Anabela Moreira                           | Márcia Guedes                   | Recorrente | Recorrente      |
| Graciano DiasHenrique MelloY              | Óscar Ramos                     | Recorrente | Recorrente      |
| Mariana Pacheco                           | Flávia Assunção                 | Recorrente | Recorrente      |
| Hélder Agapito                            | Jesus Costa                     | Recorrente | Recorrente      |
| Manuela Couto                             | Luísa Cordeiro                  | Recorrente | Recorrente      |
| Zeca Medeiros                             | Abel Silva                      | Recorrente | Recorrente      |
| Rita LoureiroTBAY                         | Maria Madalena Lobo Bettencourt | Recorrente | Recorrente      |
| Romeu Costa                               | Sérgio Pires                    | Recorrente | Recorrente      |
| Tomás AlvesMartim BalsaY                  | Jaime Cordeiro                  | Recorrente | Recorrente      |
| Vítor Silva Costa                         | Michael Machado                 | Recorrente | Recorrente      |
| Ana Lopes                                 | Lurdes Pires                    | Recorrente | Recorrente      |
| Ivo Alexandre                             | José «Zé» Batista               | Recorrente | Recorrente      |
| Inês Pires Tavares                        | Rita Lobo Bettencourt           | Recorrente | Recorrente      |
| Duarte Gomes                              | Ricardo Medeiros                | Recorrente | Recorrente      |
| Inês Sá FriasLuísa BacalhauY              | Carla Guedes                    | Recorrente | Recorrente      |
| Beatriz Godinho                           | Beatriz Melo                    | Recorrente | Recorrente      |
| Ivo Arroja                                | Renato Melo                     | Recorrente | Recorrente      |
| Rodrigo Trindade                          | Robert Machado                  | Recorrente | Recorrente      |
| Hélder Afonso                             | David Monteiro                  | Recorrente | Recorrente      |
| Francisca Salgado                         | Anabela Guedes                  | Recorrente | Recorrente      |
| Diogo Fernandes                           | Rafael Vilar                    | Adicional  | Recorrente      |
| Luís Lourenço                             | Rúben Semião                    | Adicional  | Recorrente      |
| Inês Curado                               | Vanessa Santos                  | Adicional  | Recorrente      |

### Participações especiais
| Ator/Atriz        | Personagem             | Parte           | Parte           |
| Ator/Atriz        | Personagem             | 1 (2024)        | 2 (2024 - 2025) |
| ----------------- | ---------------------- | --------------- | --------------- |
| Marina Mota       | Judite Gonçalves       | Participação    | Participação    |
| Rita Blanco       | Genoveva Ramalho       | Participação    | Participação    |
| Virgílio Castelo  | Adérito Ramalho        | Participação    | Participação    |
| Marta Faial       | Liliana Mendes         | Participação    | Adicional       |
| Jorge Paupério    | Jaime Augusto Cordeiro | Participação    | Adicional       |
| Margarida Cardeal | Cláudia Antunes        | Participação    | Participação    |
| Patrícia André    | Sara Vilar             | Participação    | Adicional       |
| Diogo Lopes       | Samuel Correia         | Participação    | Participação    |
| Guilherme Filipe  | Padre Ramiro           | Does not appear | Participação    |

### Elenco adicional
| Ator/Atriz             | Personagem                 |
| ---------------------- | -------------------------- |
| Adérito Lopes          | Chefe Alex                 |
| Alexandra Teixeira     | Mulher                     |
| Ana Pereira            | Fátima                     |
| Anabela Almeida        | Psicóloga                  |
| Carla Salgueiro        | Mãe do David               |
| Dinis Carvalho         | Francisco «Chico» Assunção |
| Diogo Ourique          | Consultor                  |
| Ema Fonseca            | —                          |
| Filipe Crawford        | Chefe PJ                   |
| Gonçalo Gonçalves      | —                          |
| Gonçalo Oliveira       | Cliente Casa do Povo       |
| Gustavo Alves          | Tomás Severino             |
| Inês Ramos             | —                          |
| Jéssica Athayde        | Ela mesma                  |
| João Craveiro          | Benidorm                   |
| João Mesquita          | —                          |
| Joaquim Guerreiro      | Condutor                   |
| Joaquim Frazão         | Tecnico Informática        |
| Luís Peixoto           | —                          |
| Mafalda Aragão         | —                          |
| Mário Oliveira         | Paulo Malik                |
| Nelson Cabral          | Empregado dos Bettencourt  |
| Nuno Teixeira          | Polícia                    |
| Patrícia Brito e Cunha | Juíza                      |
| Patrícia Pinheiro      | Filipa                     |
| Pedro Barbeitos        | Inspetor Martins           |
| Peter Michael          | Dr. Tavares                |
| Rita Bretão            | Amiga                      |
| Rui Luís Brás          | José Luís Tavares          |
| Sílvia Barbeiro        | Beata                      |
| Sofia de Castro        | Eugénia                    |
| Jorge Silva            | Dr. Mário Pereira          |
| Tiago Arruda           | —                          |

## Produção

### Desenvolvimento

Cartaz de divulgação da telenovela.

A pré-produção começou em maio de 2023, tratando-se da substituta de Flor sem Tempo, ficando Raquel Palermo e João Matos encarregues de criar a história da novela. O ponto central da trama escolhido, e também o principal antagonista da mesma, foi a violência doméstica nas mulheres vivida pela protagonista Joana, que após revelar ao marido violento que está grávida e ser ameaçada de morte decide fugir e vai parar à Terceira. Com "Projeto Açores" e "Mar Aberto" como títulos de trabalho, "Senhora do Mar" foi o título escolhido por se tratar do título mariano dado a Joana pelos habitantes da Terceira, que após estar caída numa praia e acordar com a mão de uma criança que estava desaparecida, chega com ela ao colo na aldeia e é recebida como uma santa.
Os ensaios e testes de imagem decorreram em novembro de 2023 nas instalações da produtora SP Televisão em Sintra. A produção começou a 27 de novembro de 2023, com gravações em São Mateus da Calheta e Santa Bárbara, ambos locais situados em Angra do Heroísmo, Terceira, Açores. A 11 de dezembro de 2023, começaram as gravações nos estúdios SP Televisão. Também teve gravações em exteriores de Lisboa e arredores, concretamente no Mosteiro dos Jerónimos, Belém; no Cabo da Roca, Sintra; e em Campo Maior, Portalegre. Durante o mês de abril de 2024, também teve gravações na ilha de São Jorge. A produção terminou a 28 de junho de 2024, com 250 episódios de produção.

### Escolha do elenco
Sofia Ribeiro foi o primeiro nome anunciado após ter sido transferida do elenco inicial da Papel Principal para a novela, tendo sido a personagem Joana sido escrita especialmente para a atriz. Lourenço Ortigão foi transferido juntamente com Ribeiro para interpretar o vilão Alex, mas devido à história contar com gravações nos Açores, Ortigão optou por dar prioridade ao seu filho recém-nascido e foi transferido para A Promessa, tendo a sua personagem sido entregue a Pedro Hossi, que trocou a TVI pela SIC. Afonso Pimentel foi o escolhido para ser o par-romântico de Sofia Ribeiro, ficando encarregue da personagem Manuel Bettencourt. João Jesus e Júlia Palha também fazem parte do núcleo protagonista como Pedro e Maria, que vivem um romance proibido e têm as personagens de João Reis e Ana Marta Ferreira como principais opositores. Vera Kolodzig e Ana Varela, que haviam trocado a TVI pela SIC respetivamente em 2020 e 2023, também fazem parte do elenco principal, tratando-se da primeira novela de Kolodzig no canal.
Maria João Luís e Mariana Monteiro, que têm o seu regresso às novelas adiado desde que terminaram as gravações de Terra Brava, estariam apalavradas para integrar o elenco da novela, mas tal não veio a acontecer. Também Joana de Verona, Mafalda Marafusta, José Raposo e António Pedro Cerdeira não chegaram a um acordo com o canal, tendo Marcantonio Del Carlo e Zeca Medeiros assumido as personagens de Cerdeira e Raposo. São desconhecidas as personagens que João Luís, Monteiro, Verona e Marafusta iriam interpretar. Rita Blanco, Marina Mota, Virgílio Castelo, Manuela Couto, Cláudia Vieira, Mariana Pacheco, Albano Jerónimo, Hélder Agapito, Rita Loureiro, Vítor Silva Costa, Rodrigo Trindade, Graciano Dias, Duarte Gomes, Tomás Alves, Francisca Salgado, Inês Sá Frias, Luís Lourenço, Inês Pires Tavares, Anabela Moreira, Maria João Pinho, Romeu Costa, Ana Lopes, Ivo Alexandre, Inês Curado, Beatriz Godinho, Ivo Arroja e Hélder Afonso constituem o restante elenco.

### Morte de Manuel e mudanças na história
Devido à saída de Afonso Pimentel, que interpreta Manel na história, para gravar a segunda temporada de Rabo de Peixe, os autores da novela tiveram que arranjar alguma justificação para a sua saída. A opção tomada recaiu na personagem ser deixada inconsciente por Alex (Pedro Hossi) e ser atirada ao mar, após o vilão descobrir o paradeiro de Joana (Sofia Ribeiro), mantendo em mistério se estaria vivo ou morto. Estaria decidido desde o início que Manuel teria mesmo morrido e apareceria ao longo da novela como um espírito, mostrando-se dessa forma a Joana e outras personagens.
Após o público assistir à cena em que Manuel é atirado ao mar – correspondente ao último episódio da 'parte 1' emitido a 21 de junho de 2024 – surgiu uma onda de revolta pelos fãs da novela que obrigou a SIC em conjunto com os autores e a produtora SP Televisão a ter que gravar no último dia de gravações da novela, a 28 de junho de 2024, um segundo final em alternativa ao primeiro final onde a personagem Manuel não morresse, o que originou o regresso às gravações de Afonso Pimentel após ter terminado de gravar meses antes. O ator teve também de suspender as gravações de Rabo de Peixe em São Miguel para ir de urgência gravar a Lisboa.
A 7 de abril de 2025, a SIC decidiu dar a escolher aos telespectadores qual dos dois finais iria emitir — no final original Joana terminaria ao lado do padre Pinheiro e no final alternativo, Manuel estaria vivo e regressaria para junto de Joana. Para escolher um deles, o canal fez uma votação telefónica de valor acrescentado.

## Exibição
Prevista para estrear no fim do primeiro trimestre de 2024, foi adiantada para a primeira semana de fevereiro devido ao fracasso audiométrico de Papel Principal, estreando a 5 de fevereiro na 1.ª faixa e substituindo Flor sem Tempo. Com a estreia de A Promessa, a 18 de junho de 2024, passou a ser exibida na 2.ª faixa. Com a estreia de A Herança, a 27 de janeiro de 2025, passou a ser exibida na 3.ª faixa de exibição. A campanha de ‘últimos episódios’ arrancou a 6 de março de 2025, tendo terminado a 18 de abril de 2025.

### Divulgação
A promoção arrancou a 4 de janeiro de 2024, com foco na protagonista de Sofia Ribeiro e em todo o culto que a personagem terá na história ao acreditarem que seria uma aparição divina. A 26 de janeiro, é revelado num novo teaser da novela que a sua data de estreia seria a 5 de fevereiro.

### Tema de genérico
"Senhora do Mar (Negras Águas)", canção interpretada por Vânia Fernandes, foi anunciada como tema de genérico a 4 de janeiro de 2024, durante a primeira promo da novela.

### Transmissão na OPTO
Na OPTO, a plataforma de streaming da SIC, a novela teve todos os seus episódios de exibição na SIC disponibilizados na plataforma, tendo em todos os seus episódios antestreias com um dia de antecedência à emissão dos episódios, à exceção do 1º episódio. A partir do 151º episódio, a antestreia dos episódios passou a ser semanal, ficando os episódios da semana disponíveis aos domingos.

## Músicas
| Tema                            | Intérprete(s)                      | Notas            |
| ------------------------------- | ---------------------------------- | ---------------- |
| "Senhora do Mar (Negras Águas)" | Vânia Fernandes                    | Tema de genérico |
| "Vais ter Saudades"             | Mimicat                            | —                |
| "Fica Só"                       | Nuno Ribeiro                       | —                |
| "O Pastor"                      | Madredeus                          | —                |
| "Dores de Crescimento"          | Carolina de Deus e António Zambujo | —                |
| "Pézinho da Vila"               | Myrica Faya                        | —                |
| "Dois Corações Partidos"        | Joana Almeirante e Samuel Úria     | —                |
| "Mais!"                         | Carlão                             | —                |
| "Constelações"                  | Agir e Milhanas                    | —                |
| "Lado a Lado"                   | Mariana Reis e João Pedro Pais     | —                |
| "Mais que ao Sol"               | Milhanas                           | —                |
| "Mar de Gelo"                   | Frankie Chavez                     | —                |
| "Flagrante"                     | António Zambujo                    | —                |
| "Dá Cá o Teu Beijinho"          | Emanuel                            | —                |
| "Navegar, Navegar"              | Fausto                             | —                |
| "Fado dos Açores"               | Carlos do Carmo                    | —                |

## Prémios e indicações
| Ano  | Prémio                       | Categoria         | Por            | Resultado | Ref.          |
| ---- | ---------------------------- | ----------------- | -------------- | --------- | ------------- |
| 2024 | Venice TV Awards 2024        | Melhor Telenovela | Senhora do Mar | Venceu    | [ 65 ] [ 66 ] |
| 2024 | 28.ª Gala dos Globos de Ouro | Melhor Projeto    | Senhora do Mar | Indicado  | [ 67 ]        |
| 2024 | 28.ª Gala dos Globos de Ouro | Melhor Atriz      | Sofia Ribeiro  | Indicado  | [ 67 ]        |

## Audiências
| Fase | Episódios | Estreia                | Estreia       | Final               | Final         | Audiência em média (pontos) |
| Fase | Episódios | Data                   | Aud. (pontos) | Data                | Aud. (pontos) | Audiência em média (pontos) |
| ---- | --------- | ---------------------- | ------------- | ------------------- | ------------- | --------------------------- |
| 1    | 100       | 5 de fevereiro de 2024 | 8.4           | 21 de junho de 2024 | 6.8           | 6.1                         |
| 2    | 212       | 24 de junho de 2024    | 6.7           | 18 de abril de 2025 | 6.6           | 6.1                         |

Com o objetivo de recuperar as audiências perdidas das suas antecessoras no intervalo de tempo desde a perda da liderança do público de Amor Amor (2021), "Senhora do Mar" teve uma das piores médias de primeiro episódio da primeira faixa de telenovelas transmitida pela SIC, com 8.4 de rating e 16.4% de share, com 812.400 espectadores. O pico foi logo no início onde alcançou 10.2 de rating e 18.7% de share, conseguindo ainda assim elevar a audiência deixada por Papel Principal e Flor sem Tempo.
Desde o primeiro episódio que a telenovela lutou pela liderança das audiências no seu horário no confronto com as suas principais concorrentes Cacau e Festa é Festa, alternando entre a liderança e a vice-liderança das audiências. Com a estreia de A Promessa, a 18 de junho de 2024, a novela passou a ser exibida na 2.ª faixa e a confrontar somente Festa é Festa, liderando as audiências na sua totalidade contra a sua principal concorrente. O final da 'parte 1' exibido a 21 de junho e a estreia da 'parte 2' exibida a 24 de junho também contribuíram para a melhoria dos resultados audiométricos da novela. Até ao fim da telenovela e da 'parte 2', a 18 de abril de 2025, continuou a sua trajetória ascendente nas audiências, liderando contra a sua principal concorrente.

## Controvérsia

### Redução salarial do elenco
Em outubro de 2023, antes da novela arrancar gravações, a SIC foi criticada por vários atores que estariam para estar na novela e recusaram o convite devido ao corte salarial de 15% em atores que não fossem do elenco principal.

### Doação de 100,000€ da Câmara Municipal da Praia da Vitória à novela
Em abril de 2024, foi revelado que a Presidente da Câmara Municipal da Praia da Vitória atribuiu de 100 mil euros à Câmara de Comércio de Angra do Heroismo para apoio logístico e transportes à telenovela, que os vereadores da oposição consideram que devia ter sido aplicado nas empresas locais.
«Foi com surpresa que os Vereadores do Partido Socialista na Câmara Municipal da Praia da Vitória foram confrontados com a proposta da Presidente da Câmara Municipal em reunião de Câmara. […] Não temos nada contra a novela e contra a sua realização na Ilha Terceira, pelo contrário, mas para uma Câmara que está sempre a dizer que está falida […], atribuir 100 mil euros para a logística da novela é, no mínimo, surpreendente», lamentou o Vereador Berto Messias.
«Além disso, constatámos que no contrato […] não há nenhuma exigência para que esse apoio seja aplicado em empresas da Praia da Vitória ou em empresas que tenham trabalhadores da Praia da Vitória. A promoção que este tipo de projetos podem significar para a economia local, num contexto em que o executivo […] recusa muitas vezes apoios às instituições locais e empresas locais, […] em que existem muitos pagamentos atrasados e investimentos que não avançam por alegada falta de dinheiro e numa altura em que a novela já decorre há algum tempo, é algo surpreendente e também injusto para com as instituições e empresários locais», conclui.